# 诺丁山诸圣堂
诺丁山诸圣堂（All Saints Notting Hill）是英国伦敦的一座英国圣公会教堂，位于诺丁山塔尔博特路。这是一座维多利亚时代哥特复兴建筑。
该堂在二战中严重受损，战后修复。这是一座受到二级保护的建筑。
该堂由塞缪尔·沃克牧师始建于1852年，由建筑师威廉·怀特和乔治·吉尔伯特·斯科特爵士设计。该堂是作为科尔维尔和博维斯广场的核心。到1861年，诸圣堂由都柏林三一学院的约翰·莱特牧师完成，耗资2.5万英镑，但怀特设计的尖顶没有完成。
钟楼高100英尺（30），模仿了比利时中世纪哥特式建筑布鲁日钟楼。

## 参考

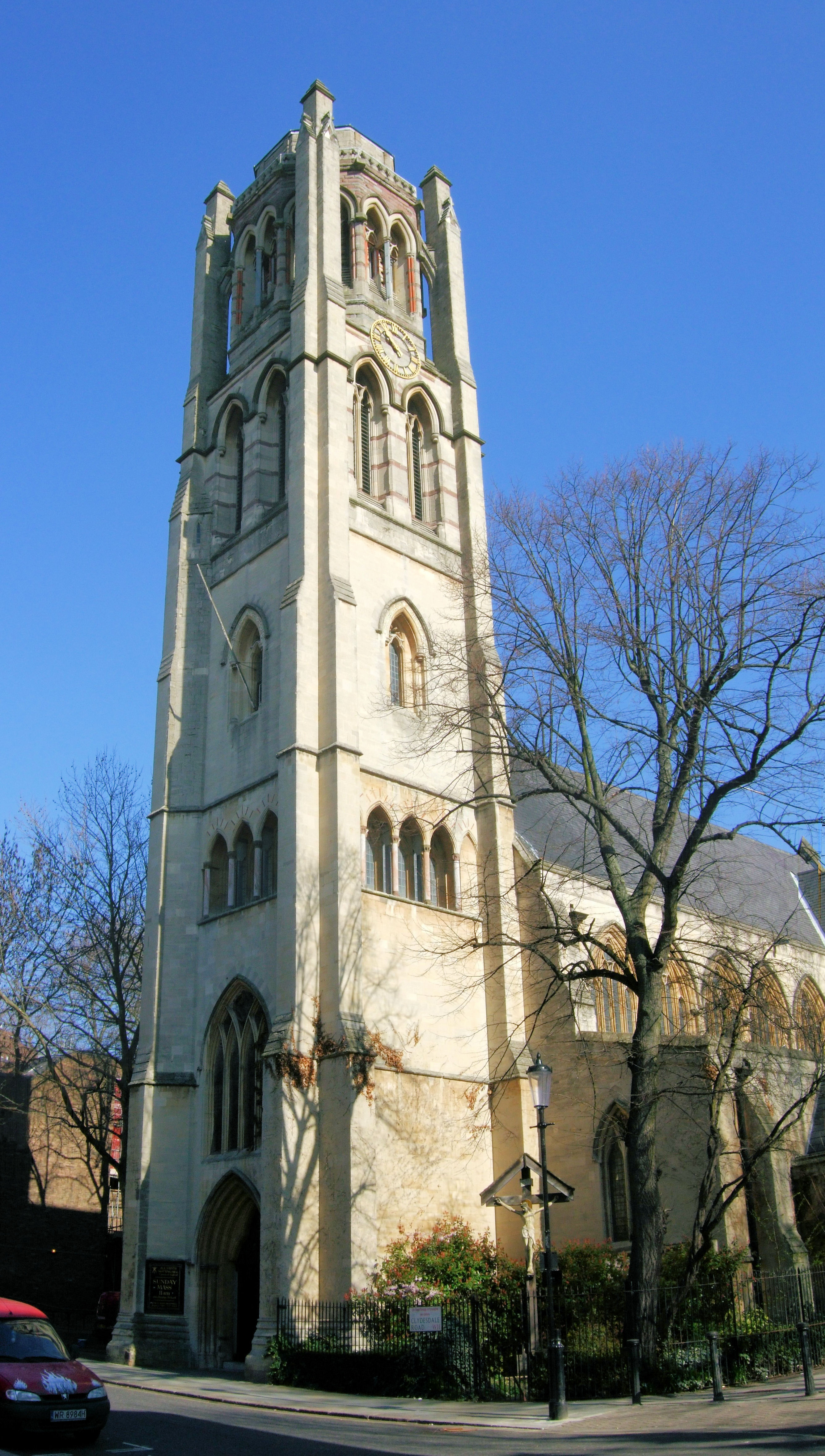